# Lykurgos bägare
Lykurgos bägare är en romersk glasbägare från 300-talet gjord i dikroiskt glas, som numera finns på British Museum i London. Bägaren visar olika färger beroende på om ljus passerar genom den eller inte: bägaren blir röd när ljuset passerar bakifrån, grön när ljuset passerar framifrån.
Lykurgos bägare är det enda hela romerska glasobjektet som är tillverkat av denna typ av glas, och det glasföremål som visar mest imponerande färgskiftningar. Den har beskrivits som "det mest spektakulära glaset från denna period som är känt".
Bägaren är också ett väldigt sällsynt exemplar av en komplett romersk diatretum, där glaset mödosamt har skurits ur och slipats tillbaka för att lämna en dekorativ "bur" på den ursprungliga ytnivån. Många delar av buren har blivit helt underskuret. De flesta bägarna av denna sort har en bur med en geometrisk abstrakt design, men denna har en komposition med figurer som visar den mytiska kungen Lykurgos, som (beroende på version) försökte döda Ambrosia, en följare av guden Dionysus (Baccus för romarna). Hon förvandlades till en vinranka som lindade sig runt den rasande kungen och till slut dödade honom. Dionysus och två följare visas på bägaren håna kungen. Bägaren är det enda "väl bevarade figurativa exemplaret" på en diatretum. 
Bägarens fot och mynningsrand i silver är tillverkade omkring 1800. Fyndomständigheterna är okända, den omtalas första gången 1845 och fanns då i en fransk samlares ägo.